# Artena lineata
Artena lineata là một loài bướm đêm trong họ Erebidae.